# كيفين مكارثي
كيفين مكارثي (بالإنجليزية: Kevin McCarthy)‏ (و. 1914 – 2010 م) هو ممثل أفلام، وممثل مسرحي، وممثل تلفزي أمريكي، ولد في سياتل، كان عضوًا في الحزب الجمهوري، توفي في هاينيس، عن عمر يناهز 96 عاماً، بسبب ذات الرئة.

## التعليم
تعلم في جامعة منيسوتا.

## الخدمة العسكرية
خدم في القوات البرية للولايات المتحدة.

## وصلات خارجية
- كيفين مكارثي على موقع IMDb (الإنجليزية)
- كيفين مكارثي على موقع ألو سيني (الفرنسية)
- كيفين مكارثي على موقع تيرنر كلاسيك موفيز (الإنجليزية)
- كيفين مكارثي على موقع أول موفي (الإنجليزية)
- كيفين مكارثي على موقع قاعدة بيانات برودواي على الإنترنت (الإنجليزية)
- كيفين مكارثي على موقع قاعدة بيانات برودواي على الإنترنت (الإنجليزية)
- كيفين مكارثي على موقع قاعدة بيانات الأفلام السويدية (السويدية)
- كيفين مكارثي على موقع إن إن دي بي (الإنجليزية)
- كيفين مكارثي على موقع ديسكوغز (الإنجليزية)
- كيفين مكارثي على موقع قاعدة بيانات الفيلم (الإنجليزية)